# 北井佑季
北井 佑季（きたい ゆうき、1990年1月27日 - ）は、神奈川県横浜市出身の競輪選手、元サッカー選手。競輪選手としては、日本競輪選手会神奈川支部所属、ホームバンクは平塚競輪場。日本競輪選手養成所（以下、養成所）第119期生。師匠は高木隆弘。

## 来歴

### サッカー選手時代
サッカー選手時代のポジションはミッドフィールダー、フォワード。
3歳からサッカーを始め、横浜F・マリノスジュニアユース、桐光学園高校を経て近畿大学に進学、2年次の2010年に大学を中退して当時JFLのFC町田ゼルビアに加入。2012年3月20日のJ2リーグ・ロアッソ熊本戦（町田市立陸上競技場）でJリーグ初得点を記録した。
2013年より松本山雅FCに完全移籍。2015年にはカターレ富山へ（期限付き移籍後、2016年1月に完全移籍）、2018年にはSC相模原へ完全移籍した。
相模原ではシーズン開幕から3試合連続ゴールを決めるなど好調ぶりを見せたが、その後は出場機会が減少。同年12月6日、SC相模原は契約期間の満了と来季に向けた契約を結ばないことを発表。
同年12月12日、フクダ電子アリーナで行われたJリーグ合同トライアウトに出場した。その後も新たな所属チームを決めないまま、2019年3月16日、現役を引退すると発表された。

#### 所属クラブ
- 横浜F・マリノスプライマリー
- 横浜F・マリノスジュニアユース
- 桐光学園高校
- 近畿大学
- 2010年 - 2012年 FC町田ゼルビア
- 2013年 - 2015年 松本山雅FC
  - 2015年 カターレ富山（期限付き移籍）
- 2016年 -　2017年 カターレ富山
- 2018年 SC相模原

#### 個人成績
| 国内大会個人成績 | 国内大会個人成績 | 国内大会個人成績 | 国内大会個人成績 | 国内大会個人成績 | 国内大会個人成績 | 国内大会個人成績 | 国内大会個人成績 | 国内大会個人成績 | 国内大会個人成績 | 国内大会個人成績 | 国内大会個人成績 |
| 年度             | クラブ           | 背番号           | リーグ           | リーグ戦         | リーグ戦         | リーグ杯         | リーグ杯         | オープン杯       | オープン杯       | 期間通算         | 期間通算         |
| 年度             | クラブ           | 背番号           | リーグ           | 出場             | 得点             | 出場             | 得点             | 出場             | 得点             | 出場             | 得点             |
| 日本             | 日本             | 日本             | 日本             | リーグ戦         | リーグ戦         | リーグ杯         | リーグ杯         | 天皇杯           | 天皇杯           | 期間通算         | 期間通算         |
| ---------------- | ---------------- | ---------------- | ---------------- | ---------------- | ---------------- | ---------------- | ---------------- | ---------------- | ---------------- | ---------------- | ---------------- |
| 2010             | 町田             | 26               | JFL              | 12               | 0                | -                | -                | 1                | 0                | 13               | 0                |
| 2011             | 町田             | 19               | JFL              | 30               | 6                | -                | -                | 2                | 0                | 32               | 6                |
| 2012             | 町田             | 19               | J2               | 38               | 5                | -                | -                | 3                | 4                | 41               | 9                |
| 2013             | 松本             | 7                | J2               | 23               | 0                | -                | -                | 0                | 0                | 23               | 0                |
| 2014             | 松本             | 7                | J2               | 3                | 0                | -                | -                | 0                | 0                | 3                | 0                |
| 2015             | 富山             | 37               | J3               | 35               | 5                | -                | -                | -                | -                | 35               | 5                |
| 2016             | 富山             | 7                | J3               | 24               | 1                | -                | -                | 1                | 0                | 25               | 1                |
| 2017             | 富山             | 7                | J3               | 27               | 0                | -                | -                | 2                | 0                | 29               | 0                |
| 2018             | 相模原           | 7                | J3               | 15               | 3                | -                | -                | -                | -                | 15               | 3                |
| 通算             | 日本             | 日本             | J2               | 64               | 5                | -                | -                | 3                | 4                | 67               | 9                |
| 通算             | 日本             | 日本             | J3               | 101              | 9                | -                | -                | 3                | 0                | 101              | 9                |
| 通算             | 日本             | 日本             | JFL              | 42               | 6                | -                | -                | 3                | 0                | 45               | 6                |
| 総通算           | 総通算           | 総通算           | 総通算           | 207              | 20               | 0                | 0                | 9                | 4                | 213              | 24               |

- Jリーグ初出場：2012年3月4日 J2第1節 vs 愛媛FC（ニンスタ）
- Jリーグ初得点：2012年3月20日 J2第4節 vs ロアッソ熊本 （町田）

### 競輪選手時代
身近な知人が現役の競輪選手だったこともあり、プロサッカー選手として現役だった頃から自身も競輪選手への転向を考えていたものの、少しでも長くサッカーを続けたいという思いから2018年までプロサッカー選手を続ける。30歳を迎える前のタイミングもあり、現役引退を表明後にまずは知人の競輪選手に話をし、平塚競輪場をホームバンクとする元Jリーガーで現役の競輪選手である河野淳吾を紹介され、河野の師匠である高木隆弘に弟子入り。ただ、既に妻子がいたこともあり、養成所の受験は1回きりとし、受験に失敗したら警察官への転身を考えていた。
養成所第119回生（男子）入所試験に合格し、2020年5月29日、妻子を残したまま養成所119期生として入所。同年9月上旬に行われた第2回記録会で、200mフライングダッシュ・400mフライングダッシュ・1000mタイムトライアル・3000mタイムトライアル全ての記録が能力区分基準タイムで最高基準を上回り、ゴールデンキャップを獲得した。養成所在所中の競走訓練成績は、48戦1着1回の第55位で、2021年3月1日に養成所を卒業。同日、神奈川支部所属の競輪選手として登録された。
同年5月1日、静岡競輪場での新人戦「競輪ルーキーシリーズ2021」でデビュー、第8レースに出走し3着。初勝利は同開催最終日である5月3日第5レース（一般戦）。7月10日からの西武園競輪場FII（ミッドナイト競輪）で本格デビューし、同開催では初優勝を完全優勝で飾った。同年12月26日、佐世保競輪場で行われたレインボーカップチャレンジファイナルに勝利し、A級2班に特別昇班。
翌2022年5月にはA級で3場所連続完全優勝（9連勝）を果たし、S級2班に特別昇級した。
2022年下期（7月 - 12月）は1着回数が23回を数え、野口裕史とともにS級戦トップであったことから、2023年3月のGII・第7回ウィナーズカップ（別府）では、2班所属ながら出場権を獲得しただけでなく、初日の一次予選・特別選抜予選競走にシードされた。
2023年2月の第38回読売新聞社杯全日本選抜競輪（高知競輪場）でGI初出場。同年9月には向日町記念でGIII初制覇（Jリーグから転向した競輪選手としては初めて）。同年末にはヤンググランプリに出場した。
2024年2月に開催された第39回読売新聞社杯全日本選抜競輪（岐阜競輪場）でGI初優出。決勝戦では3コーナーで先頭に立つも、最後は後続に交わされ3着となった。6月16日、第75回高松宮記念杯競輪（岸和田競輪場）を優勝してGI初制覇。決勝では郡司浩平、北井、和田真久留の神奈川3車でラインを組み、郡司の先行を最終2コーナーからの番手捲りで押し切ってGI初優勝、初のKEIRINグランプリ出場並びに2025年のS級S班入りが確定した（元JリーガーによるGIタイトル獲得も史上初）。決勝線付近ではバランスを崩して滑入した古性優作の巻き添えとなり、落車をしながらの優勝となった（11月に祝勝会を実施）。8月に開催予定の第67回オールスター競輪（平塚競輪場）においてはファン投票で9位となり、一次予選の1走目は実質シードレースであるドリームレースに出場が決まった。
KEIRINグランプリ2024開催前日の12月29日に実施したドーピング検査で、ドーピング禁止物質であるステロイド薬「メタンジエノン」が検出されたことを受けて、JKAは2025年2月20日、北井をドーピング違反と認定したことを発表した。この発表に先立ち2月4日付であっせん保留の処分が下されており、既に決まっていた2月以降の斡旋が全て取り消され、全日本選抜競輪も欠場となった。さらにその後、27日にJKAが追加制裁として、翌28日付でS級S班を剝奪・1班への降格処分と、3月から5月にかけて3か月斡旋停止、6月はあっせんをしない処置を発表した。なお、S班の剥奪は北井が初となった。また、選手会はこれに加えて独自で処分明けとなる同年7月から12月までの6か月間のあっせん自粛処分を下した。これにより、北井のレース復帰は最短で2026年1月以降となる。

## 人物
- 家族は、妻と1男1女。上述の通り養成所は全寮制であり、かつ新型コロナウイルス感染症対策のため、通常時は存在する日曜外出、盆と正月の一時帰省がともに認められなかったことから、妻と長男とは約1年会えなかっただけでなく、妻が長女を妊娠したことが判明したことは妻との電話で知らされたが出産時の立ち会いもできず、初めて顔を合わせたのは養成所を卒業して帰宅したときであった。さすがにこの時ばかりは養成所教官から「北井、ごめん…」と謝罪されたという[35]。
- 好きな食べ物は、肉と寿司。

## 主な獲得タイトルと記録
- 2024年 - 高松宮記念杯競輪（岸和田競輪場）